# 로위 i6
로위 i6(영어: Roewe i6)는 상하이 자동차가 로위 브랜드로 생산한 중형 세단으로, 로위 550의 후속 모델이다. 로위 ei6는 i6의 하이브리드 버전이다. 로위 i6는 2015년 광저우 모터쇼에서 공개된 로위 비전-R을 통해 미리 선보였다.

## 로위 i6
코드명 IP31인 로위 i6는 2016년 중국 광저우 모터쇼에서 로위 550을 대체하는 로위의 새로운 C 세그먼트 세단으로 출시되었으며, 2세대 MG 6 세단과 플랫폼을 공유한다. 이는 동양의 미학 문화와 서양의 디자인 규율의 융합을 의미하는 새로운 "루둥(Lv Dong)" 디자인 철학을 사용한 첫 번째 세단 모델이다.
i6는 1.0리터 3기통 125 hp (93 kW; 127 PS)과 1.5리터 터보 170 hp (130 kW; 170 PS)의 두 가지 엔진으로 제공된다.

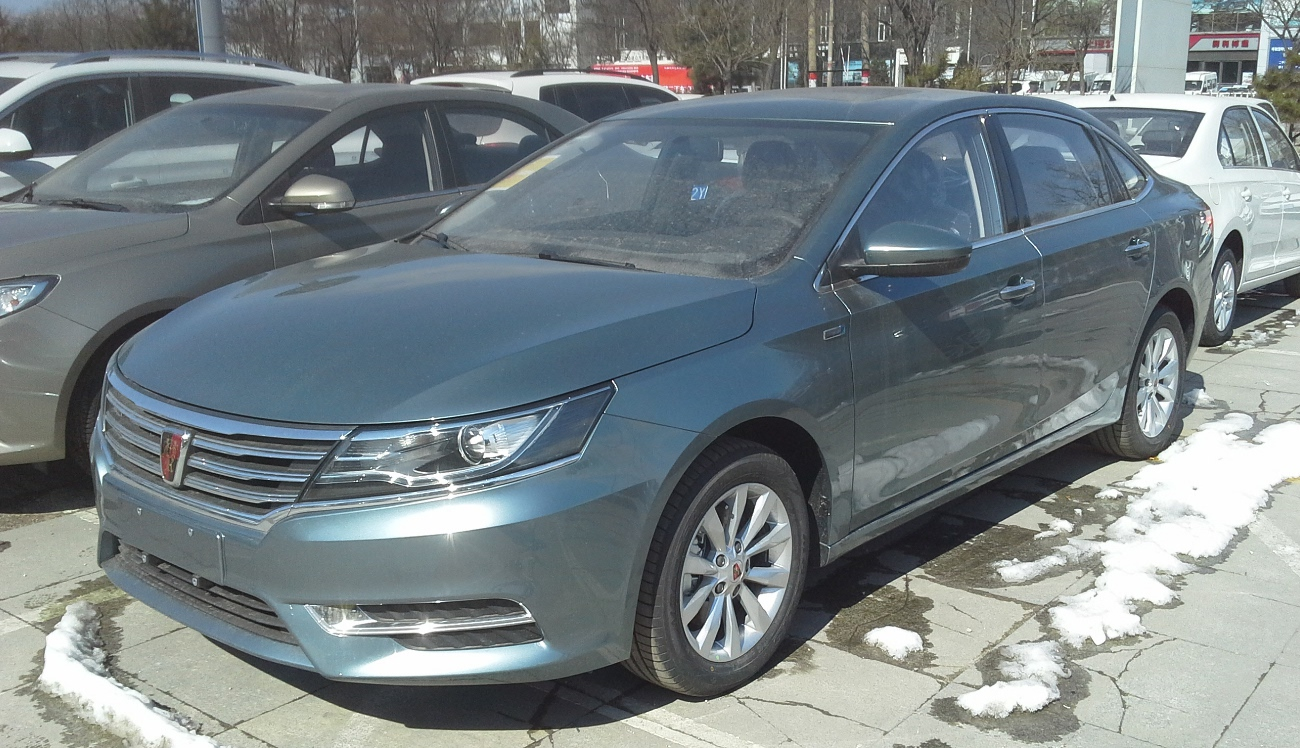
로위 i6 (전면). 할로겐 헤드라이트와 작은 16인치 휠이 장착된 보급형 모델. 주간 주행등 모양은 고급형 모델과 약간 다르다.
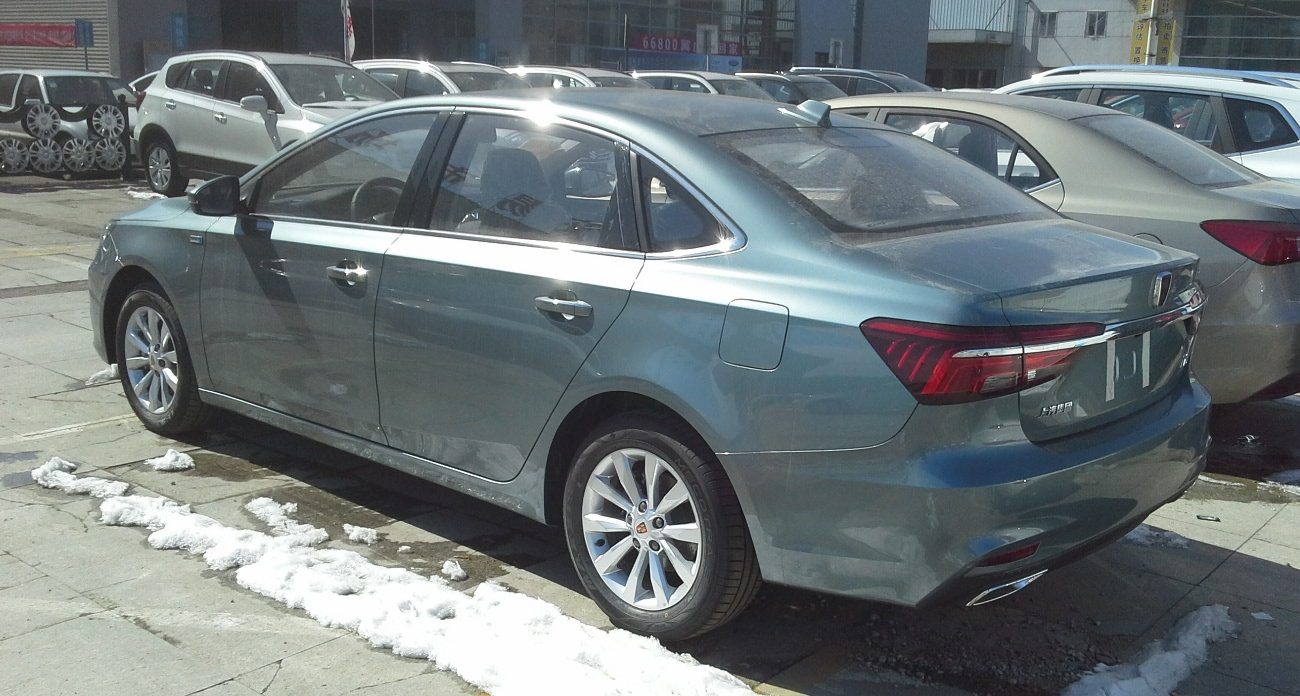
로위 i6 (후면).

## 로위 ei6
코드명 IP34인 로위 ei6는 로위 i6의 플러그인 하이브리드 변형 모델이며, 2016년 중국 광저우 모터쇼에서도 출시되었다. 로위 RX5 및 eRX5와 마찬가지로 주요 스타일링 차이점은 그릴이다. 가솔린 버전 i6는 약간 더 작은 그릴을 가지고 있는 반면, 하이브리드 ei6는 상대적으로 더 큰 그릴을 가지고 있다. ei6는 1.0L 엔진과 추가 82 hp (61 kW; 83 PS)의 전동기를 사용하여 총 228 hp (170 kW; 231 PS)의 출력을 낸다.

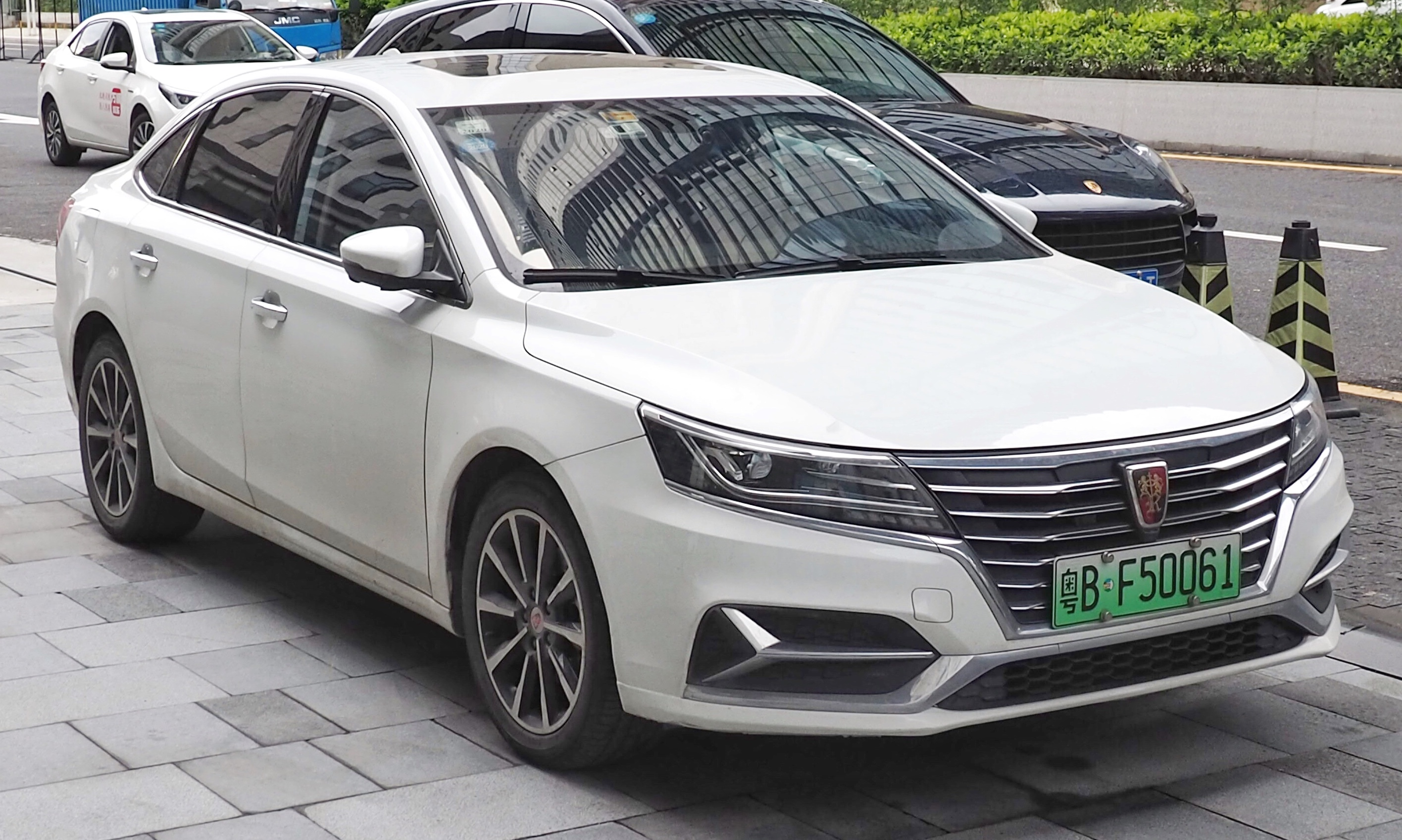
로위 ei6 (전면). 더 큰 전면 그릴과 날카로운 크롬 디테일이 있는 다른 전면 범퍼 디자인; 고급형 i6와 동일한 전체 LED 헤드라이트

## 로위 i6 맥스 & 로위 ei6 맥스
로위 i6 맥스와 로위 ei6 맥스는 2020년에 출시된 i6 시리즈 제품의 더 크고 프리미엄 버전이다. 로위 i6 맥스는 45 mm (1.8 in) 더 길고 29 mm (1.1 in) 더 높다. 새로운 패밀리 스타일의 전면 페시아 디자인 요소를 특징으로 하며, 롱린 윙 그릴이 적용되어 업데이트된 로위 제품군 내에서 더욱 강력한 디자인 감각을 만들어낸다. 페이스리프트된 헤드라이트는 그릴과 통합되어 전면부 시각적 너비를 더욱 향상시킨다.
로위 i6 맥스는 SAIC의 1.5리터 2세대 블루 코어 300TGI 미드실린더 직분사 터보차저 엔진을 탑재했으며, 이는 국가 VI 배출 기준을 충족한다. 이 엔진은 최대 131 kW (178 PS; 176 hp)의 출력과 최대 275 N·m (203 lb·ft)의 토크를 낸다. 7단 자동 변속기는 세계 최초의 3실 독립 윤활 기술을 사용한다.
하이브리드 로위 ei6 MAX는 1.5리터 2세대 블루 코어 300TGI 실린더 내 중앙 직분사 터보차저 엔진과 100kW 고출력 전동기, 10단 2세대 EDU 지능형 전기 구동 변속기를 탑재했으며, 최대 토크는 480 N·m (350 lb·ft)이고, 배터리는 순수 전기 주행 거리 70 km (43 mi)를 제공한다. 연비는 1.1 L/100 km (260 mpg-imp; 210 mpg-US)이다.

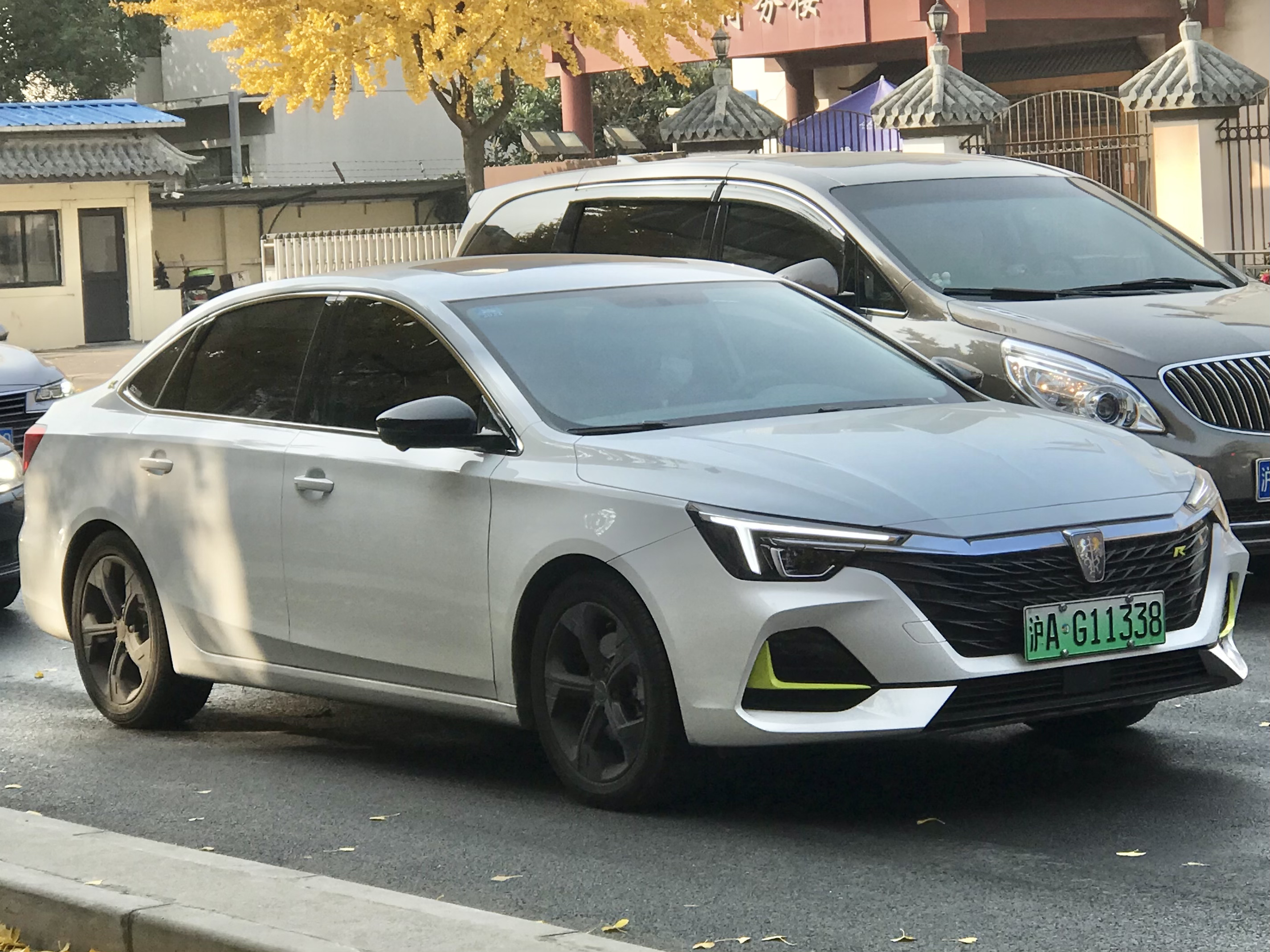
로위 ei6 맥스 전면
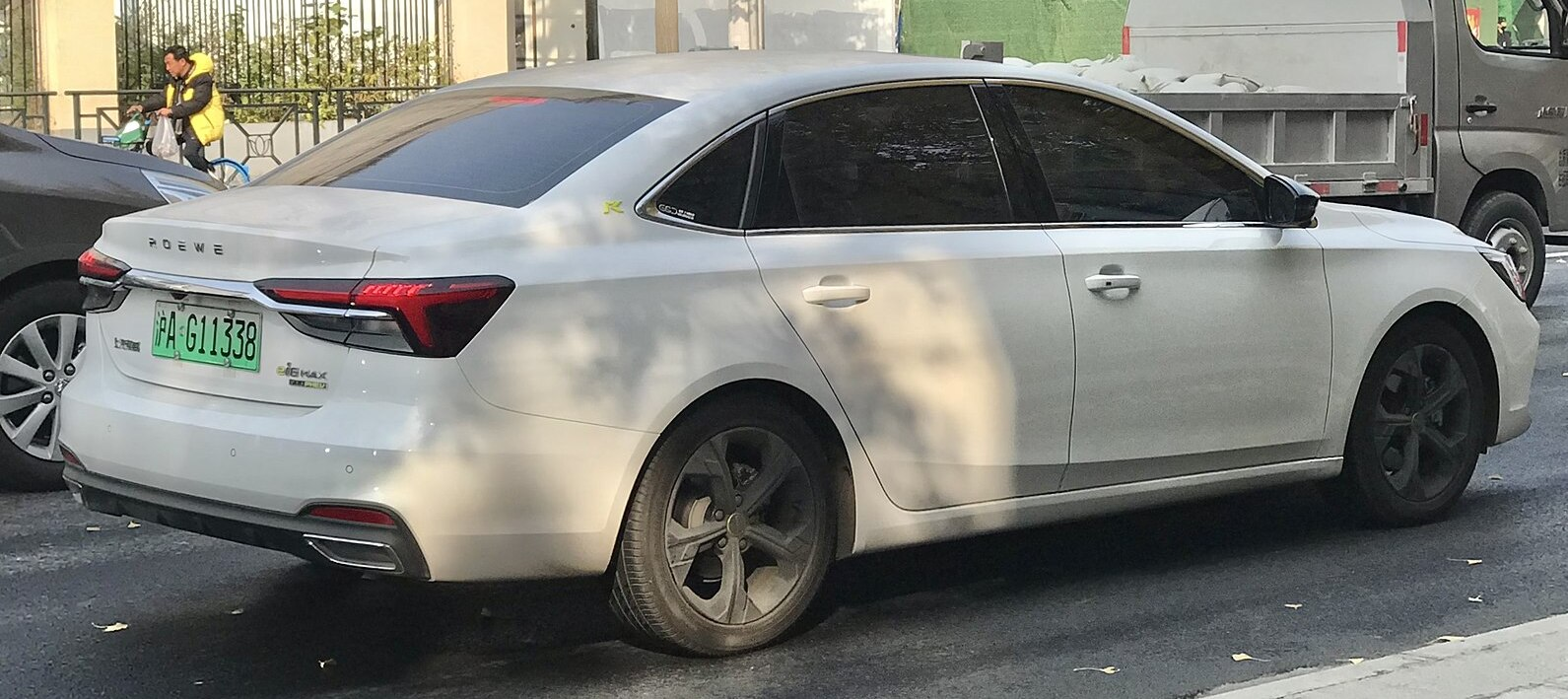
로위 ei6 맥스 후면

## 라이징 오토 ER6
ER6는 i6를 기반으로 새롭게 도입된 “R” 엠블럼을 사용하는 로위 브랜드의 첫 번째 순수 전기 세단이다. 라이징 오토 ER6는 2020년 8월 상하이에서 SAIC에 의해 공식 출시되었으며, 보조금 적용 후 162,800위안에서 200,800위안(~US$23,443 – 28,915) 범위의 공식 가격으로 총 세 가지 트림 레벨로 제공된다.
ER6는 기존 로위 i6를 기반으로 하므로, 치수는 유사하며, 정확히 동일한 너비와 휠베이스를 가지고 있다. 재설계된 전면 및 후면 스타일링은 각각 4,724 mm (186.0 in) 및 1,493 mm (58.8 in)의 새로운 길이와 높이를 가져왔다.
라이징 오토 ER6는 Huayu Automotive Electric System에서 생산한 TZ204XS1152 전동기에 의해 구동되며, 184 PS (135 kW; 181 hp)의 출력을 낸다. ER6는 삼원계 리튬 이온 배터리 팩을 장착하고 있으며, NEDC 작동 조건에서의 에너지 소비량은 12.2 kWh/100km이며, NEDC 주행 거리는 최대 620 킬로미터 (385 mi)에 달한다.
2021년 10월 현재, SAIC는 “R” 브랜드의 중국어 이름을 페이판(非凡)으로 발표했으며, 전체 이름은 페이판 자동차 기술 유한공사로, SAIC의 R 브랜드 제품을 페이판 자동차로 분리한다. R 브랜드는 원래 프리미엄 EV 브랜드로 설정되었으며, 기술적으로 로위 산하에 있었고, 영어 이름은 2022년 현재 라이징 오토(Rising Auto)로 공식 명명되었다. 라이징 오토와 페이판 자동차 이름 발표를 시작으로, 원래의 R 브랜드는 독립적인 회사가 되었다. 자동차는 여전히 R 브랜드 로고를 가질 것이다. 10월 30일, 라이징 오토는 IM 모터스(SAIC의 또 다른 EV 서브 브랜드)와 병행하는 독립적인 회사가 되었다.

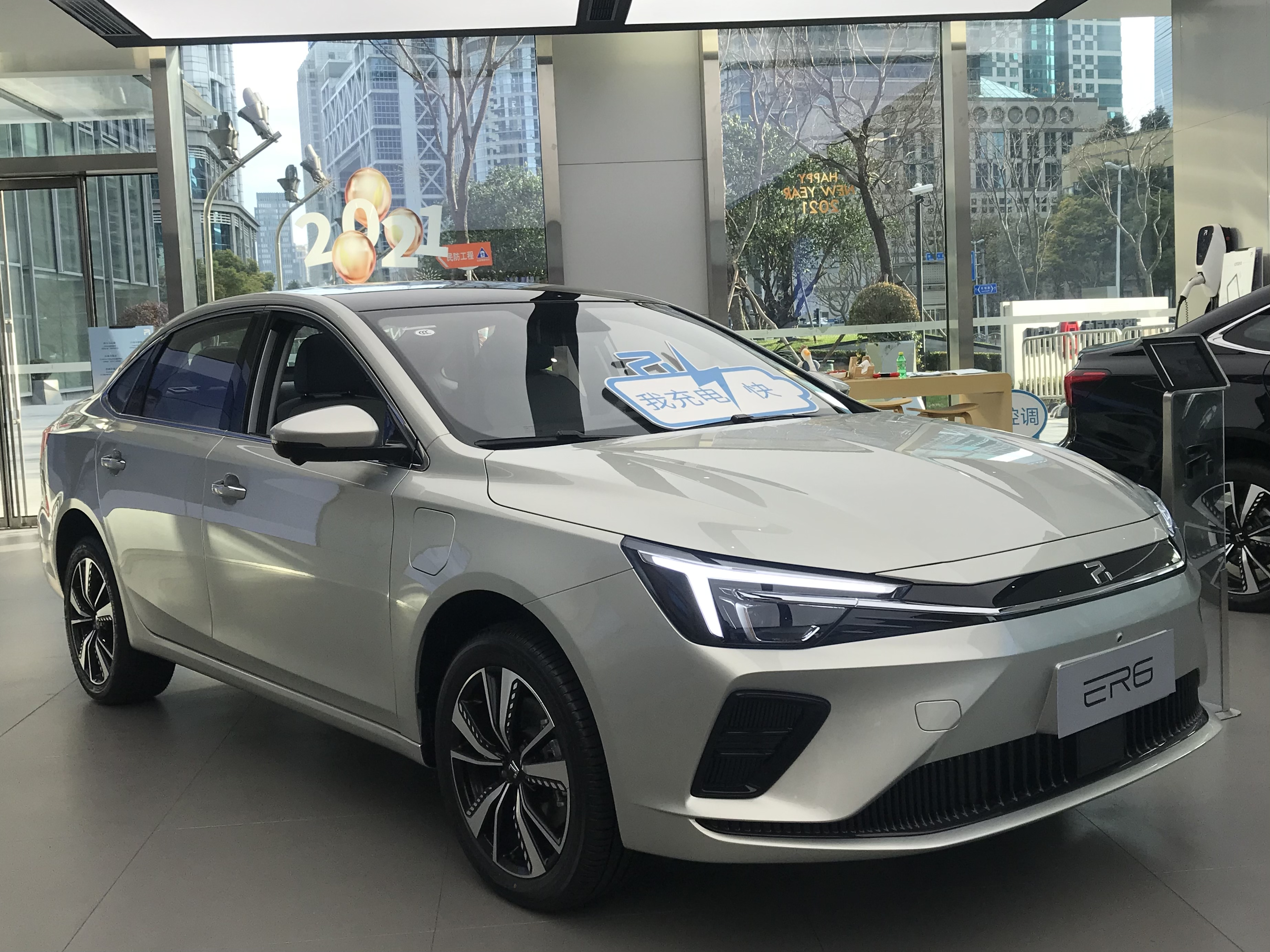
라이징 오토 ER6 전면
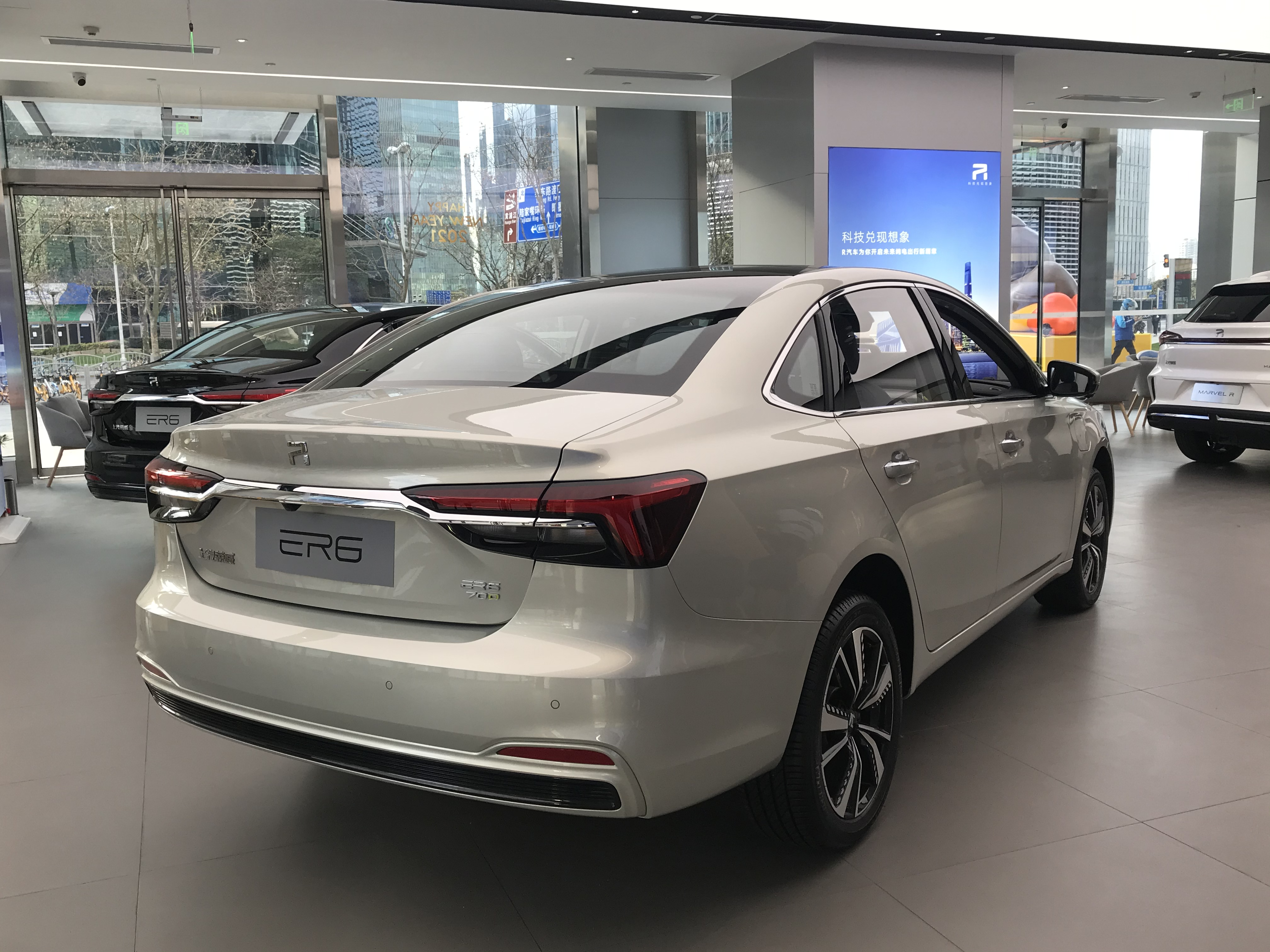
라이징 오토 ER6 후면